# هاري أ. بلاك
هاري أ. بلاك هو محامي وسياسي أمريكي، ولد في 22 نوفمبر 1879، وتوفي في 9 أبريل 1923 في ويلز ريفر في الولايات المتحدة. نشط حزبياً في الحزب الجمهوري. وقد انتخب Secretary of State of Vermont ‏.